# يوكو أراي
يوكو أراي (باليابانية: 新井祐子؛ بالكانا: あらい ゆうこ) هي مبارزة بالسيف يابانية، ولدت في 20 سبتمبر 1973 في غيفو في اليابان.

## وصلات خارجية
- يوكو أراي على موقع الاتحاد الدولي للمبارزة (الإنجليزية)
- يوكو أراي على موقع أوليمبيديا (الإنجليزية)